# Guvernământul Bucovinei

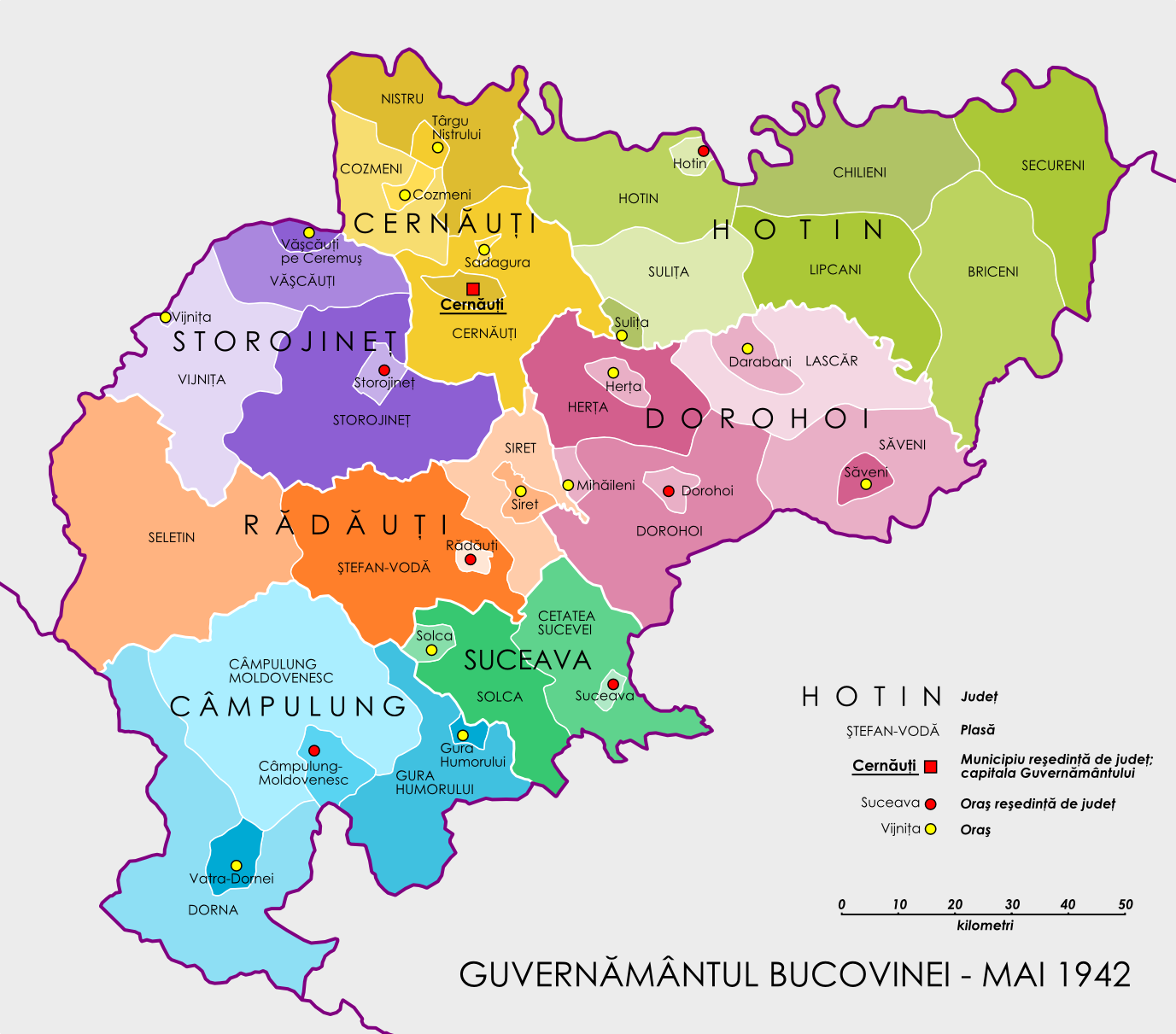

Guvernământul Bucovinei a fost o unitate administrativ-teritorială a României în timpul celui de-al Doilea Război Mondial. În sud-est avea graniță cu Guvernământul Basarabiei. Capitala guvernământului a fost municipiul Cernăuți.

## Istoric

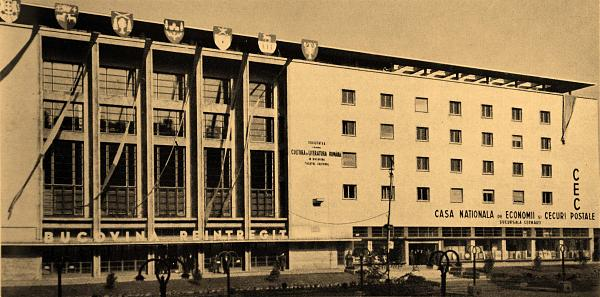
Noul Palat Național al Românilor, inaugurat în 1941

După revenirea Basarabiei și nordului Bucovinei la România în 1941 s-a decis ca aceste două provincii să constituie două unități administrative autonome, conduse direct de conducătorul statului prin reprezentanți personali. În guvernământul Bucovinei au intrat cele 5 județe din Bucovina (Câmpulung, Suceava, Rădăuți, Storojineț și Cernăuți) și județul Hotin din nordul Basarabiei, iar în 4 octombrie 1941 a fost alipit și județul Dorohoi (din Vechiul Regat). Fiecare județ a fost împărțit în plăși. Județele erau administrate de către prefecți, iar plășile de prim-pretori, ajutați de unul sau doi pretori. Comunele urbane și rurale făceau parte din plăși și erau conduse de primari.
Nici un funcționar de stat nu avea dreptul să activeze pe tărâm politic. La 10 noiembrie 1941, Guvernământul Bucovinei a primit ordinul prin rezoluție a Mareșalului Antonescu: „Să fie destituit orice funcționar care activează politic și trimis în lagăr fără ezitare”.
Funcția de guvernator al Bucovinei a fost îndeplinită de următorii: lt-col Alexandru Rioșanu (1941), gen. Corneliu Calotescu (5 septembrie 1941 - 1943) și gen. Corneliu Dragalina (1943-1944).
Guvernământul Bucovinei a fost lichidat de facto de către trupele sovietice în 1944, după operațiunea Iași-Chișinău.

## Unități administrativ-teritoriale
- Județul Dorohoi (Dorohoi)
  - Orașul Dorohoi
  - Orașul Darabani
  - Orașul Herța
  - Orașul Mihăileni
  - Orașul Săveni
  - Plasa Dorohoi
  - Plasa Herța
  - Plasa Lascăr-Darabani
  - Plasa Săveni

- Județul Suceava (Suceava)
  - Orașul Suceava
  - Orașul Solca
  - Plasa Cetatea Sucevei-Suceava
  - Plasa Solca

- Județul Câmpulung (Câmpulung)
  - Orașul Câmpulung Moldovenesc
  - Orașul Gura Humorului
  - Orașul Vatra Dornei
  - Plasa Câmpulung Moldovenesc
  - Plasa Gura Humorului
  - Plasa Vatra Dornei

- Județul Rădăuți (Rădăuți)
  - Orașul Rădăuți
  - Orașul Siret
  - Plasa Seletin
  - Plasa Siret
  - Plasa Ștefan Vodă-Rădăuți

- Județul Storojineț (Storojineț)
  - Orașul Storojineț
  - Orașul Vășcăuți/Vășcăuți pe Ceremuș
  - Orașul Vijnița
  - Plasa Storojineț
  - Plasa Vășcăuți
  - Plasa Vijnița

- Județul Cernăuți (Cernăuți)
  - Municipiul Cernăuți
  - Orașul Cozmeni
  - Orașul Sadagura
  - Orașul Târgu Nistrului
  - Plasa Cernăuți
  - Plasa Cozmeni
  - Plasa Nistru-Târgu Nistrului

- Județul Hotin (Hotin)
  - Orașul Hotin
  - Orașul Sulița/Târgu Sulița
  - Plasa Briceni
  - Plasa Chilieni
  - Plasa Hotin
  - Plasa Lipcani
  - Plasa Secureni
  - Plasa Sulița/Târgu Sulița